# 进度站
69°22′30″S 76°23′30″E / 69.37500°S 76.39167°E
进度站（俄语：Прогресс），是苏联设立的南极科学考察站，位于普里兹湾。1988年建站，1991年蘇聯解體後由俄羅斯接管。附近建有飞机场，为沃斯托克站主要支援基地。。